# Kang Rixin
Kang Rixin (chinesisch 康日新; * August 1953 in Datong, Provinz Shanxi) war von September 2003 bis August 2010 Hauptgeschäftsführer der China National Nuclear Corporation (CNNC) und ein hohes Mitglied der Kommunistischen Partei Chinas.
Im August 1978 machte er ein Examen an der Abteilung für Nukleartechnik der Jiaotong-Universität Shanghai. Der Kommunistischen Partei trat er im Dezember 1982 bei. Im Januar 2005 graduierte er an der Zentralen Parteihochschule der Kommunistischen Partei Chinas in Wirtschaftsmanagement. Im Juni 2005 erhielt er ein Zertifikat als Master of Business Administration von der Tsinghua-Universität.
Der frühere Hauptgeschäftsführer der China National Nuclear Corporation wurde am 14. August 2009 aus seiner Position unter dem Vorwurf entlassen, er habe schwere Pflichtverletzungen begangen, eine Formulierung, die normalerweise für Korruption und Bestechung steht.
Andere Presseberichte besagten, Rixin habe mehrere Millionen Dollar Bestechungszahlungen von Areva erhalten, einem führenden französischen Nukleartechnik-Konzern, der an neuen Kernenergie-Märkten in Asien und Südostasien aktiv ist.
Kang Rixin war Mitglied des 17. Zentralkomitees der Kommunistischen Partei Chinas. Offiziell ausgeschlossen wurde er am 18. November 2010, nachdem auf der 5. Vollversammlung dieses Gremiums die Entscheidung des Politbüros vom 29. Dezember 2009 bekannt gegeben wurde, ihn aus der Partei auszuschließen.
Am 19. Oktober 2010 wurde Kang Rixin zu lebenslänglicher Haft verurteilt. Den Feststellungen des Gerichts zufolge soll er zwischen 2004 und 2009 6,6 Millionen Yuán (etwa 730.300 Euro) Bestechungsgeld erhalten und sich auch anderer Pflichtverletzungen schuldig gemacht haben.